# Черквето (Перуђа)
Черквето је насеље у Италији у округу Перуђа, региону Умбрија.
Према процени из 2011. у насељу је живело 1399 становника. Насеље се налази на надморској висини од 313 м.